# Калюббе
Калюббе (нім. Kalübbe) — громада в Німеччині, розташована в землі Шлезвіг-Гольштейн. Входить до складу району Плен. Складова частина об'єднання громад Гросер-Пленер-Зе.
Площа — 11,8 км2. Населення становить 582 ос. (станом на 31 грудня 2020).